# Davis Cup 2016
2016 wurde der Davis Cup zum 105. Mal ausgetragen. 16 Mannschaften spielten in der Weltgruppe um den Titel. Argentinien besiegte im Endspiel Kroatien mit 3:2 und gewann dadurch erstmals den Davis Cup.

## Teilnehmer

### Weltgruppe
| - Argentinien - Australien - Belgien - Deutschland | - Frankreich - Großbritannien - Italien - Japan | - Kanada - Kasachstan - Kroatien - Polen | - Schweiz - Serbien - Tschechien - USA |

### Kontinentalgruppe I

#### Amerikazone
| - Brasilien - Chile | - Ecuador - Kolumbien | - Barbados - Dominikanische Republik |  |

#### Europa-/Afrikazone
| - Israel - Niederlande - Österreich | - Portugal - Rumänien - Russland | - Slowakei - Spanien - Ukraine | - Schweden - Slowenien - Ungarn |

#### Ozeanien-/Asienzone
| - Indien - Neuseeland | - Pakistan - Südkorea | - Usbekistan - Volksrepublik China |  |

### Kontinentalgruppe II

#### Amerikazone
| - El Salvador - Guatemala | - Mexiko - Paraguay | - Puerto Rico - Peru | - Uruguay - Venezuela |

#### Europa-/Afrikazone
| - Ägypten - Bulgarien - Dänemark - Finnland | - Georgien - Monaco - Norwegen - Lettland | - Litauen - Luxemburg - Tunesien - Türkei | - Bosnien und Herzegowina - Simbabwe - Südafrika - Belarus |

#### Ozeanien-/Asienzone
| - Chinesisch Taipeh - Indonesien | - Kuwait - Malaysia | - Philippinen - Sri Lanka | - Thailand - Vietnam |

## Das Turnier

### Weltgruppe
|  | 1. Runde 4.–6. März | 1. Runde 4.–6. März   | 1. Runde 4.–6. März |                       |                | Viertelfinale 15.–17. Juli | Viertelfinale 15.–17. Juli | Viertelfinale 15.–17. Juli |  |  | Halbfinale 16.–18. September | Halbfinale 16.–18. September | Halbfinale 16.–18. September |  |  | Finale 25.–27. November | Finale 25.–27. November | Finale 25.–27. November |
|  |                     |                       |                     |                       |                |                            |                            |                            |  |  |                              |                              |                              |  |  |                         |                         |                         |
|  | Großbritannien      | Großbritannien        | 3                   |                       |                |                            |                            |                            |  |  |                              |                              |                              |  |  |                         |                         |                         |
|  | Japan               | Japan                 | 1                   |                       |                |                            |                            |                            |  |  |                              |                              |                              |  |  |                         |                         |                         |
|  | Japan               | Japan                 | 1                   | Großbritannien        | Großbritannien | 3                          |                            |                            |  |  |                              |                              |                              |  |  |                         |                         |                         |
|  |                     |                       |                     | Großbritannien        | Großbritannien | 3                          |                            |                            |  |  |                              |                              |                              |  |  |                         |                         |                         |
|  |                     |                       | Serbien             | Serbien               | 2              |                            |                            |                            |  |  |                              |                              |                              |  |  |                         |                         |                         |
|  | Serbien             | Serbien               | Serbien             | Serbien               | 2              | 3                          |                            |                            |  |  |                              |                              |                              |  |  |                         |                         |                         |
|  | Serbien             | Serbien               |                     |                       |                | 3                          |                            |                            |  |  |                              |                              |                              |  |  |                         |                         |                         |
|  | Kasachstan          | Kasachstan            | 2                   |                       |                |                            |                            |                            |  |  |                              |                              |                              |  |  |                         |                         |                         |
|  | Kasachstan          | Kasachstan            | 2                   | Großbritannien        | Großbritannien | 2                          |                            |                            |  |  |                              |                              |                              |  |  |                         |                         |                         |
|  |                     |                       |                     | Großbritannien        | Großbritannien | 2                          |                            |                            |  |  |                              |                              |                              |  |  |                         |                         |                         |
|  |                     | Argentinien           | Argentinien         | 3                     |                |                            |                            |                            |  |  |                              |                              |                              |  |  |                         |                         |                         |
|  | Schweiz             | Argentinien           | Argentinien         | 3                     | Schweiz        | 0                          |                            |                            |  |  |                              |                              |                              |  |  |                         |                         |                         |
|  | Schweiz             |                       |                     |                       | Schweiz        | 0                          |                            |                            |  |  |                              |                              |                              |  |  |                         |                         |                         |
|  | Italien             | Italien               | 5                   |                       |                |                            |                            |                            |  |  |                              |                              |                              |  |  |                         |                         |                         |
|  | Italien             | Italien               | 5                   | Italien               | Italien        | 1                          |                            |                            |  |  |                              |                              |                              |  |  |                         |                         |                         |
|  |                     |                       |                     | Italien               | Italien        | 1                          |                            |                            |  |  |                              |                              |                              |  |  |                         |                         |                         |
|  |                     |                       | Argentinien         | Argentinien           | 3              |                            |                            |                            |  |  |                              |                              |                              |  |  |                         |                         |                         |
|  | Argentinien         | Argentinien           | Argentinien         | Argentinien           | 3              | 3                          |                            |                            |  |  |                              |                              |                              |  |  |                         |                         |                         |
|  | Argentinien         | Argentinien           |                     |                       |                |                            |                            |                            |  |  |                              |                              |                              |  |  |                         |                         |                         |
|  | Polen               | Polen                 | 2                   |                       |                |                            |                            |                            |  |  |                              |                              |                              |  |  |                         |                         |                         |
|  | Polen               | Polen                 | 2                   | Argentinien           | Argentinien    | 3                          |                            |                            |  |  |                              |                              |                              |  |  |                         |                         |                         |
|  |                     |                       |                     |                       |                |                            |                            |                            |  |  |                              |                              |                              |  |  |                         |                         |                         |
|  |                     | Kroatien              | Kroatien            | 2                     |                |                            |                            |                            |  |  |                              |                              |                              |  |  |                         |                         |                         |
|  | Kanada              | Kroatien              | Kroatien            | 2                     | Kanada         | 0                          |                            |                            |  |  |                              |                              |                              |  |  |                         |                         |                         |
|  | Kanada              |                       |                     |                       | Kanada         | 0                          |                            |                            |  |  |                              |                              |                              |  |  |                         |                         |                         |
|  | Frankreich          | Frankreich            | 5                   |                       |                |                            |                            |                            |  |  |                              |                              |                              |  |  |                         |                         |                         |
|  | Frankreich          | Frankreich            | 5                   | Frankreich            | Frankreich     | 3                          |                            |                            |  |  |                              |                              |                              |  |  |                         |                         |                         |
|  |                     |                       |                     | Frankreich            | Frankreich     | 3                          |                            |                            |  |  |                              |                              |                              |  |  |                         |                         |                         |
|  |                     |                       | Tschechien          | Tschechische Republik | 1              |                            |                            |                            |  |  |                              |                              |                              |  |  |                         |                         |                         |
|  | Deutschland         | Deutschland           | Tschechien          | Tschechische Republik | 1              | 2                          |                            |                            |  |  |                              |                              |                              |  |  |                         |                         |                         |
|  | Deutschland         | Deutschland           |                     |                       |                | 2                          |                            |                            |  |  |                              |                              |                              |  |  |                         |                         |                         |
|  | Tschechien          | Tschechische Republik | 3                   |                       |                |                            |                            |                            |  |  |                              |                              |                              |  |  |                         |                         |                         |
|  | Tschechien          | Tschechische Republik | 3                   | Frankreich            | Frankreich     | 2                          |                            |                            |  |  |                              |                              |                              |  |  |                         |                         |                         |
|  |                     |                       |                     | Frankreich            | Frankreich     | 2                          |                            |                            |  |  |                              |                              |                              |  |  |                         |                         |                         |
|  |                     | Kroatien              | Kroatien            | 3                     |                |                            |                            |                            |  |  |                              |                              |                              |  |  |                         |                         |                         |
|  | Vereinigte Staaten  | Kroatien              | Kroatien            | 3                     | USA            | 3                          |                            |                            |  |  |                              |                              |                              |  |  |                         |                         |                         |
|  | Vereinigte Staaten  |                       |                     |                       |                |                            |                            |                            |  |  |                              |                              |                              |  |  |                         |                         |                         |
|  | Australien          | Australien            | 1                   |                       |                |                            |                            |                            |  |  |                              |                              |                              |  |  |                         |                         |                         |
|  | Australien          | Australien            | 1                   | Vereinigte Staaten    | USA            | 2                          |                            |                            |  |  |                              |                              |                              |  |  |                         |                         |                         |
|  |                     |                       |                     | Vereinigte Staaten    | USA            | 2                          |                            |                            |  |  |                              |                              |                              |  |  |                         |                         |                         |
|  |                     |                       | Kroatien            | Kroatien              | 3              |                            |                            |                            |  |  |                              |                              |                              |  |  |                         |                         |                         |
|  | Kroatien            | Kroatien              | Kroatien            | Kroatien              | 3              | 3                          |                            |                            |  |  |                              |                              |                              |  |  |                         |                         |                         |
|  | Kroatien            | Kroatien              |                     |                       |                |                            |                            |                            |  |  |                              |                              |                              |  |  |                         |                         |                         |
|  | Belgien             | Belgien               | 2                   |                       |                |                            |                            |                            |  |  |                              |                              |                              |  |  |                         |                         |                         |

#### Achtelfinale
| Datum      | Heimmannschaft | Ergebnis | Gastmannschaft     | Ort          |
| ---------- | -------------- | -------- | ------------------ | ------------ |
| 4.–6. März | Großbritannien | 3:1      | Japan              | Birmingham   |
| 4.–6. März | Serbien        | 3:2      | Kasachstan         | Belgrad      |
| 4.–6. März | Italien        | 5:0      | Schweiz            | Pesaro       |
| 4.–6. März | Polen          | 2:3      | Argentinien        | Danzig       |
| 4.–6. März | Frankreich     | 5:0      | Kanada             | Baie-Mahault |
| 4.–6. März | Deutschland    | 2:3      | Tschechien         | Hannover     |
| 4.–6. März | Australien     | 1:3      | Vereinigte Staaten | Kooyong      |
| 4.–6. März | Belgien        | 2:3      | Kroatien           | Lüttich      |

#### Viertelfinale
| Datum        | Heimmannschaft     | Ergebnis | Gastmannschaft | Ort      |
| ------------ | ------------------ | -------- | -------------- | -------- |
| 15.–17. Juli | Serbien            | 2:3      | Großbritannien | Belgrad  |
| 15.–17. Juli | Italien            | 1:3      | Argentinien    | Pesaro   |
| 15.–17. Juli | Tschechien         | 1:3      | Frankreich     | Třinec   |
| 15.–17. Juli | Vereinigte Staaten | 2:3      | Kroatien       | Portland |

#### Halbfinale
| Datum             | Heimmannschaft | Ergebnis | Gastmannschaft | Ort     |
| ----------------- | -------------- | -------- | -------------- | ------- |
| 16.–18. September | Großbritannien | 2:3      | Argentinien    | Glasgow |
| 16.–18. September | Kroatien       | 3:2      | Frankreich     | Zadar   |

#### Finale
| Kroatien                                                                     | Finale | Argentinien                                                                                    |
| ---------------------------------------------------------------------------- | --- | ---------------------------------------------------------------------------------------------- |
| Team Marin Čilić Ivo Karlović Ivan Dodig Franko Škugor Kapitän Željko Krajan | Datum: 25. bis 27. November 2016 Ort: Arena Zagreb, Zagreb (Kroatien) Belag: Hartplatz (Halle) \| Freitag, 25. November 2016 \| \| \| \| Marin Čilić \| 6:3, 7:5, 3:6, 1:6, 6:2 \| Federico Delbonis \| \| Ivo Karlović \| 4:6, 7:66, 3:6, 5:7 \| Juan Martín del Potro \| \| Samstag, 26. November 2016 \| \| \| \| Marin Čilić Ivan Dodig \| 7:66, 7:66, 6:3 \| Juan Martín del Potro Leonardo Mayer \| \| Sonntag, 27. November 2016 \| \| \| \| Marin Čilić \| 7:64, 6:2, 5:7, 4:6, 3:6 \| Juan Martín del Potro \| \| Ivo Karlović \| 3:6, 4:6, 2:6 \| Federico Delbonis \| Resultat: 2:3 | Team Juan Martín del Potro Federico Delbonis Guido Pella Leonardo Mayer Kapitän Daniel Orsanic |
| Freitag, 25. November 2016                                                   | |                                                                                                |
| Marin Čilić                                                                  | 6:3, 7:5, 3:6, 1:6, 6:2 | Federico Delbonis                                                                              |
| Ivo Karlović                                                                 | 4:6, 7:66, 3:6, 5:7 | Juan Martín del Potro                                                                          |
| Samstag, 26. November 2016                                                   | |                                                                                                |
| Marin Čilić Ivan Dodig                                                       | 7:66, 7:66, 6:3 | Juan Martín del Potro Leonardo Mayer                                                           |
| Sonntag, 27. November 2016                                                   | |                                                                                                |
| Marin Čilić                                                                  | 7:64, 6:2, 5:7, 4:6, 3:6 | Juan Martín del Potro                                                                          |
| Ivo Karlović                                                                 | 3:6, 4:6, 2:6 | Federico Delbonis                                                                              |

### Kontinentalgruppe I

#### Amerikazone

##### Erste Runde
| Datum      | Heimmannschaft | Ergebnis | Gastmannschaft          | Spielort          |
| ---------- | -------------- | -------- | ----------------------- | ----------------- |
| 4.–6. März | Ecuador        | 5:0      | Barbados                | Portoviejo        |
| 4.–6. März | Chile          | 5:0      | Dominikanische Republik | Santiago de Chile |

- Brasilien und Kolumbien kamen per Freilos in die nächste Runde.

##### Zweite Runde
| Datum        | Heimmannschaft | Ergebnis | Gastmannschaft | Spielort       |
| ------------ | -------------- | -------- | -------------- | -------------- |
| 17.–19. Juli | Brasilien      | 3:1      | Ecuador        | Belo Horizonte |
| 17.–19. Juli | Chile          | 3:1      | Kolumbien      | Iquique        |

Brasilien und Chile qualifizierten sich für die Weltgruppen-Relegation.

#### Europa-/Afrikazone

##### Erste Runde
| Datum      | Heimmannschaft | Ergebnis | Gastmannschaft | Spielort  |
| ---------- | -------------- | -------- | -------------- | --------- |
| 4.–6. März | Rumänien       | 4:1      | Slowenien      | Arad      |
| 4.–6. März | Portugal       | 1:4      | Österreich     | Guimarães |
| 4.–6. März | Russland       | 5:0      | Schweden       | Kasan     |
| 4.–6. März | Ungarn         | 3:2      | Israel         | Budapest  |

- Spanien, die Niederlande, die Slowakei und die Ukraine kamen jeweils per Freilos in die nächste Runde.

##### Zweite Runde
| Datum        | Heimmannschaft | Ergebnis | Gastmannschaft | Spielort    |
| ------------ | -------------- | -------- | -------------- | ----------- |
| 17.–19. Juli | Rumänien       | 1:4      | Spanien        | Cluj-Napoca |
| 17.–19. Juli | Ukraine        | 3:2      | Österreich     | Kiew        |
| 17.–19. Juli | Russland       | 4:1      | Niederlande    | Moskau      |
| 17.–19. Juli | Ungarn         | 0:3      | Slowakei       | Budapest    |

- Russland, die Slowakei, die Ukraine und Spanien qualifizierten sich für die Relegation zur Weltgruppe

#### Ozeanien-/Asienzone

##### Erste Runde
| Datum      | Heimmannschaft | Ergebnis | Gastmannschaft      | Spielort |
| ---------- | -------------- | -------- | ------------------- | -------- |
| 4.–6. März | Südkorea       | 3:1      | Neuseeland          | Seoul    |
| 4.–6. März | Pakistan       | 0:5      | Volksrepublik China | Colombo  |

- Usbekistan und Indien kamen per Freilos in die nächste Runde.

##### Zweite Runde
| Datum        | Heimmannschaft | Ergebnis | Gastmannschaft      | Spielort   |
| ------------ | -------------- | -------- | ------------------- | ---------- |
| 17.–19. Juli | Indien         | 4:1      | Südkorea            | Chandigarh |
| 17.–19. Juli | Usbekistan     | 3:2      | Volksrepublik China | Taschkent  |

- Usbekistan und Indien qualifizierten sich für die Relegation zur Weltgruppe

### Weltgruppen-Relegation
| Datum             | Heimmannschaft | Ergebnis | Gastmannschaft | Ort       |
| ----------------- | -------------- | -------- | -------------- | --------- |
| 16.–18. September | Usbekistan     | 2:3      | Schweiz        | Taschkent |
| 16.–18. September | Belgien        | 4:0      | Brasilien      | Ostende   |
| 16.–18. September | Australien     | 3:0      | Slowakei       | Sydney    |
| 16.–18. September | Kanada         | 4:0      | Chile          | Halifax   |
| 16.–18. September | Russland       | 3:1      | Kasachstan     | Moskau    |
| 16.–18. September | Indien         | 0:5      | Spanien        | Delhi     |
| 16.–18. September | Deutschland    | 3:2      | Polen          | Berlin    |
| 16.–18. September | Japan          | 5:0      | Ukraine        | Osaka     |